# Рібе
Рібе (дан. Ribe) — місто на південному заході Данії, є найдавнішим містом, що збереглось у країні.

## Географія
Місто розташовано на південному заході Данії, на узбережжі Північного моря, поблизу гирла річки Рібе-О. Є адміністративним центром однойменної комуни, що входить до складу регіону Південна Данія. Площа міста становить 352 км². Чисельність населення — 8 210 осіб (за даними перепису 2009). Є значним релігійним центром, у минулому — центр єпископату. В Рібе зберігся собор XII століття.

## Історія

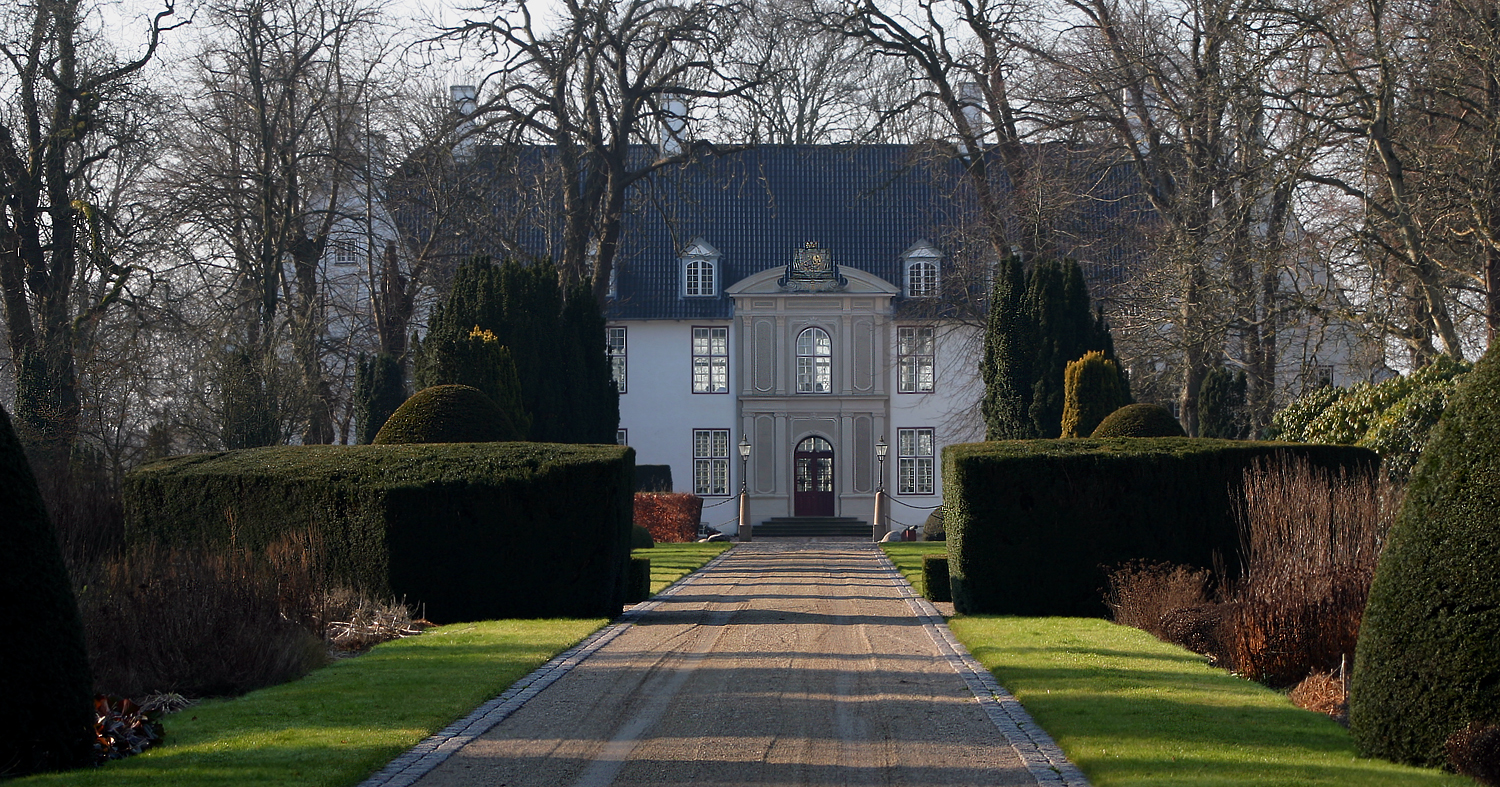
Замок Шакенборг, закладений єпископатом Рібе

Рібе є найстарішим з данських міст. Відповідно до археологічних даних його було засновано не пізніше VIII століття. 860 року святий Ансгар з дозволу короля Ютландії Еріка збудував там церкву. Запис про ту подію у хроніці є першою письмовою згадкою про Рібе.
Упродовж середньовічної доби Рібе залишався заможним торговим містом, найважливішим портом Данського королівства на Північному морі. 1043 був захоплений вендами. 1350 року місто сильно постраждало від епідемії чуми. Неодноразово в Рібе траплялись великі пожежі: з 1176 до 1402 року він палав 7 разів. 1362 та 1512 років Рібе потерпав від повені. 
На межі XV–XVI століть у Рібе проживало 5 000 осіб, що робило його одним з найбільших міст Північної Європи. Деякий час в місті проводились коронації королів Данії.
Однак надалі, у зв'язку з возвеличенням Копенгагена й Оденсе, значення Рібе почало падати. Велика пожежа 1580 та сильна повінь 1634 року прискорили той процес. Під час епідемії чуми 1659 року у місті загинула третина його жителів.
1808 року Рібе було зайнято наполеонівською армією, а у 1848, 1864 та 1940 роках — німецькими військами.
У місті народився данський письменник і художник К'єлль Абелль.

## Міста-партнери
- Елі
- Бальруа
- Рацебург
- Гюстров
- Кремс-на-Дунаї
- Стренгнес
- Лейкангер
- Тайнань